# Eduardo da Silva
Eduardo Alves da Silva normalt bare kendt som Eduardo (født 25. februar 1983 i Rio de Janeiro, Brasilien) er en brasiliansk født kroatisk fodboldspiller der spiller som angriber for Legia Warszawa i Polen. Han har tidligere spillet for blandt andet Arsenal F. C. i England og Shakhtar i Ukraine. Eduardo spillede også i en årrække for det kroatiske landshold.

## Klubkarriere

### Dinamo Zagreb
Eduardo, der flyttede til Kroatien som 16-årig, startede sin seniorkarriere i den landets mest traditionsrige klub, Dinamo Zagreb, i 2001. Her spillede han, kun afbrudt af et lejeophold hos Inter Zaprešić, frem til 2007. Med Dinamo var han med til at vinde to mesterskaber og to pokaltitler, inden han den 3. juli 2007 blev solgt til Arsenal F.C. i den engelske Premier League.

### Arsenal F.C.
Eduardo debuterede for Arsenal den 19. august 2007 i en kamp mod Blackburn Rovers. Ti dage senere scorede han desuden sit første mål for klubben, i en Champions League-kvalifikationskamp mod Sparta Prag. Eduardo fortsatte med at tilspille sig en plads i Arsenals trup da han den 23. februar 2008 brækkede benet i en Premier League-kamp mod Birmingham City. Tacklingen der kostede benbruddet blev sat ind af Martin Taylor, der blev udvist for forseelsen. Skaden kostede Eduardo en pause på et år, og han vendte først tilbage 16. februar 2009, hvor han scorede to mål i sit comeback, en FA Cup-kamp mod Cardiff City.

### Shakhtar Donetsk
Eduardo skiftede i sommeren 2010 til ukrainsk fodbold og Shakhtar Donetsk.

## Landshold
Eduardo står noteret for 64 kampe og 29 mål for Kroatiens landshold, som han debuterede for den 16. november 2004 i en kamp mod Irland. Eduardo var blandt kandidaterne til truppen til VM i 2006 i Tyskland men blev ikke udtaget. Til EM i 2008 satte det alvorlige benbrud en stopper for hans deltagelse.
I midten af maj 2012 blev han af landstræner Slaven Bilić udtaget til Europamesterskabet i fodbold, der skulle spilles i Ukraine og Polen. Han blev også udtaget af Niko Kovac til VM i 2014 i Brasilien. Efter sidstnævnte turnering, valgte Eduardo at trække sig fra landsholdet.

## Titler
Den kroatiske liga
- 2006 og 2007 med Dinamo Zagreb

Den kroatiske pokalturnering
- 2004 og 2007 med Dinamo Zagreb